# Leo Putt
Putthipong Sriwat (en taí พุฒิพงศ์ศรีวัฒน์, popularmente conocido como Leo Putt (ลีโอพุฒ), 1 de abril de 1976) es un cantante y actor tailandés. Sus películas son como Dynamite Guerrero y el esperma. 

## Filmografía
- Adiós verano (1996)
- Falso (2003)
- La historia de X-Círculo (2004)
- Dinamita Guerrero (2006)
- El esperma (2007)
- Opapatika (2007)